# لوكاس زيما
لوكاس زيما (بالتشيكية: Lukáš Zima) هو لاعب كرة قدم تشيكي في مركز حراسة المرمى، ولد في 9 يناير 1994 في هرادتس كرالوفه في جمهورية التشيك. شارك مع منتخب التشيك تحت 17 سنة لكرة القدم ومنتخب التشيك تحت 18 سنة لكرة القدم ومنتخب التشيك تحت 19 سنة لكرة القدم ومنتخب جمهورية التشيك تحت 20 سنة لكرة القدم ومنتخب جمهورية التشيك تحت 21 سنة لكرة القدم. أما مع النوادي، فقد لعب مع نادي بيروجيا ونادي جنوى ونادي ريجيانا 1919 ونادي فينيزيا ونادي ليفورنو ونادي مانتوفا.

## وصلات خارجية
- لوكاس زيما على موقع الاتحاد التشيكي (الإنجليزية)
- لوكاس زيما على موقع قاعدة بيانات كرة القدم.إي يو (الإنجليزية)
- لوكاس زيما على موقع Soccerway.com (الإنجليزية)